# Francisco José Teixeira Leite
Francisco José Teixeira Leite, barão com grandeza de Vassouras, (São João del-Rei, 13 de novembro de 1804 — Vassouras, 12 de maio de 1884) foi um nobre brasileiro.
Filho de Francisco José Teixeira, primeiro barão de Itambé, e de Francisca Bernardina do Sacramento Leite Ribeiro. Casou-se, em 1830, com sua prima Maria Isméria Leite Ribeiro; posteriormente, em 1851, casou-se com outra prima, Anna Alexandrina Teixeira Leite. Era sobrinho do barão de Aiuruoca e sogro do visconde de Taunay. Teve sete filhos no primeiro casamento e oito no segundo.
Barão por decreto de 17 de maio de 1871.
Barão com grandeza por decreto de 18 de novembro de 1874.